# Landsat 6
Landsat 6 byl šestý vypuštěný satelit Země z programu Landsat agentury NASA v roce 1993, byl určen obdobně jako předchozí Landsaty k podrobnému snímkování naší planety.

## Základní data
Družice byla vypuštěna 5. října 1993 s pomocí nosné rakety Titan II na kosmodromu Vandenberg Air Force Base. Nebyla katalogizována v COSPAR , protože se raketě nepodařilo dostat ji na oběžnou dráhu Země, spolu s družicí zanikla.

## Vybavení
Družice Landsat byla vybavena několika druhy kamer, měla tematický mechanický skener TMS a zařízení pro přenos dat na příslušné monitorovací stanice na Zemi.